# 111 West 57th Street
111 West 57th Street, známý jako Steinway Tower,  je 435 metrů vysoký obytný mrakodrap s 85 patry nacházející se na Midtown Manhattanu v New Yorku. Jeho výstavba začala v roce 2014 a byla dokončena v roce 2021. Jde o jednu z nejvyšších budov v USA a zároveň o nejtenčí mrakodrap světa, přičemž poměr výšky a šířky je přibližně 1:24. Tvar budovy je charakteristický tím, že jižní strana budovy postupně ustupuje, přičemž severní zůstává až po špičku na stejné úrovni.